# Desirée Santos Amaral
Desirée Santos Amaral (Caracas, Venezuela; 13 de octubre de 1948) es una periodista y política venezolana. El 6 de diciembre de 2020 resultó electa diputada de la Asamblea Nacional de Venezuela para el período 2021-2026, y es desde el 2015, directora del periódico estatal Correo del Orinoco. 
Anteriormente fue también legisladora principal en los períodos 2000-2006, 2006-2011 y como suplente 2011-2015, en su etapa de parlamentaria fue Primera Vicepresidenta del poder legislativo de 2006 a 2008, de la mano del gobierno de Nicolás Maduro fue ministra de Comunicación e Información, y miembro de la Asamblea Nacional Constituyente de 2017 y la Constituyente de 1999. Ha sido directiva de varios medios de comunicación del Estado tales como Venezolana de Televisión, Últimas Noticias, YVKE Mundial y la Radio Nacional de Venezuela.

## Trayectoria
Estudió la Secundaria en el Liceo Fermín Toro y en el José Gregorio Hernández, egresó de la Universidad Central de Venezuela como licenciada en Comunicación Social y ocupó la Secretaría del Colegio Nacional de Periodistas de Venezuela por más de diez años (1997-2008). En el año 2000 fue elegida como diputada por el Distrito Capital, abanderada por el partido MVR, en el 2005 resulta reelecta, y luego en el año 2010 obtuvo la condición de diputada suplente del parlamentario Freddy Bernal, por el Distrito Capital. Durante la segunda gestión se desempeñó como primera vicepresidenta de la Asamblea Nacional desde 2007, año en que se pronunció a favor de la propuesta gubernamental de enmienda constitucional, así como del cese de transmisión del canal de televisión Radio Caracas Televisión (RCTV). Dijo entonces que el caso de RCTV, que consistía en la no renovación de la concesión por parte del Estado venezolano, había sido tergiversado.
Su trayectoria incluye varios medios de comunicación, entre ellos el diario Últimas Noticias y Radio Rumbos. Santos Amaral ha encabezado varios medios del Estado venezolano: en mayo de 2011 fue designada presidenta de la Radio del Sur, una emisora adscrita al Ministerio de Comunicación e Información (Minci) creada para “rescatar los valores culturales e históricos del Sur del mundo” y en diciembre de 2012 fue puesta al frente de YVKE Mundial con la tarea de consolidar la gestión comunicacional que se desarrolla desde el Sistema Nacional de Medios Públicos.
También presidió la Radio Nacional de Venezuela y desde el 13 de enero de 2015 es la directora del diario estatal Correo del Orinoco, designada en reemplazo de la periodista Vanessa Davies, quien estuvo al frente del rotativo desde su fundación en el 2009. Fue integrante de la Asamblea Nacional Constituyente de 2017 y la Asamblea Nacional Constituyente de 1999.
Fue presidenta del Poliedro de Caracas. En el año 2017 formó parte de la directiva del canal estatal Venezolana de Televisión (VTV) donde fungió como presidenta y en paralelo como fue designada Ministra de Comunión e Información del gobierno de Nicolás Maduro. Fue elegida nuevamente diputada el 6 de diciembre de 2020 en las elecciones parlamentarias para el período 2021-2026.